# Palacio de Justicia del Condado de Sussex (Nueva Jersey)
El Palacio de Justicia del condado de Sussex está ubicado en la esquina de las calles High y Spring en Newton, la sede del condado de Sussex, Nueva Jersey. Es parte de la décima vecindad del Tribunal Superior de Nueva Jersey.
Fue construido originalmente en 1765 y reconstruido en 1847. Es uno de los juzgados que data del siglo XVIII y uno de los juzgados más antiguos de los Estados Unidos que todavía está en uso activo. Se agregó al Registro Nacional de Lugares Históricos el 23 de julio de 1979 por su importancia en la arquitectura, utilizando el estilo neogriego. 

## Historia
El palacio de justicia fue el sitio de una incursión audaz durante la Revolución de las Trece Colonias por parte de uno de los mejores operativos de los leales, el teniente James Moody. En 1780, Moody dirigió a varios hombres para liberar a ocho prisioneros leales detenidos en el Palacio de Justicia del Condado de Sussex. Moody liberó a los hombres y huyó con ellos. A pesar de una persecución que duró varios días, las fuerzas revolucionarias no lograron capturarlos. El patio fue destruido por un incendio en 1847 y reconstruido dentro de los muros de piedra originales.
El antiguo juzgado continúa manejando procedimientos judiciales junto con un Centro Judicial del condado de Sussex más nuevo construido en 1992.